# Pedraza (ort)
Pedraza är en ort i Colombia.   Den ligger i departementet Magdalena, i den norra delen av landet, 600 km norr om huvudstaden Bogotá. Pedraza ligger 10 meter över havet och antalet invånare är 3 677.
Terrängen runt Pedraza är platt. Runt Pedraza är det ganska glesbefolkat, med 31 invånare per kvadratkilometer. Närmaste större samhälle är Santa Lucía, 16,0 km norr om Pedraza. Omgivningarna runt Pedraza är en mosaik av jordbruksmark och naturlig växtlighet.